# Aeroporto di Tawau
L'aeroporto di Tawau (malese: Lapangan Terbang Tawau) (IATA: TWU, ICAO: WBKW) è un aeroporto domestico malese situato sulla costa sud-occidentale dell'isola del Borneo, a circa 31 chilometri a est della città di Tawau nello Stato federato di Sabah. La struttura è dotata di una pista di asfalto lunga 2682 m, l'altitudine è di 17 m, l'orientamento della pista è RWY 06-24. L'aeroporto è aperto al traffico commerciale.
Il terminal si sviluppa si una superficie di 10 000 m² in grado di fornire accoglienza e servizi al sempre più alto numero di turisti diretti verso l'isola di Sipidan, una delle più ricche aree marine mondiali.
Costruita nel 1968, l'originaria struttura si trovava a Jalan Utara, a circa 4 chilometri dalla città di Tawau, ed era in grado di ospitare solo piccoli velivoli come i Fokker 50. Nei primi anni Ottanta, dopo un ampliamento della pista di atterraggio, l'aeroporto inaugurò i voli operati da aeromobili più grandi ricevendo per la prima volta i Boeing 737 della Malaysia Airlines in servizio da Kota Kinabalu, Sandakan e Lahad Datu.
Il nuovo aeroporto nell'attuale posizione fu costruito del dicembre del 2012 ed è ora il secondo aeroporto più trafficato dello Stato di Sabah dopo l'Aeroporto Internazionale di Kota Kinabalu.